# Udine
Udine (přízvuk je na první slabice tzn. ùdine, furlansky Udin, slovinsky Videm (zastarale česky Videm nebo Vidim), latinsky Utinum) je historické město v severovýchodní Itálii, v oblasti Furlansko-Julské Benátsko (do roku 2018 i správní středisko bývalé stejnojmenné provincie). Leží ve středu historického regionu Furlansko, v uzlu furlanských dopravních tahů a 20 km od slovinských hranic.

## Historie
Oblast byla osídlena od neolitu. Udine se poprvé připomíná roku 983 jako Utinum. Novodobé město bylo založeno roku 1220 a později se stalo nejvýznamnějším střediskem celé oblasti. Od 18. století bylo sídlem arcibiskupství. Roku 1420 je dobyli Benátčané, kterým město patřilo až do roku 1797. Po krátké francouzské vládě připadlo roku 1815 jako součást Lombardska-Benátska k Rakousku a roku 1866 k Itálii.
Během První světové války bylo město 29. října 1917 po bitvě u Caporetta obsazeno německými a rakousko-uherskými jednotkami, které zde setrvaly až do bitvy u Vittoria Veneta v říjnu následujícího roku. Po válce se Udine stalo hlavním městem stejnojmenné provincie, která byla roku 1961 včleněna do autonomního regionu Furlansko-Julské Benátsko s hlavním městem Trieste. Za druhé světové války, po tom, co se Itálie 8. září 1943 vzdala Spojencům, byl region včetně samotného města pod správou Třetí říše. Město bylo osvobozeno v dubnu 1945.
6. května 1976 postihlo celý region mohutné zemětřesení, které se však nakonec stalo také mezníkem pro další rozvoj města díky státní finanční podpoře. Jedním z bodů obnovy bylo i založení univerzity v Udine roku 1978.

## Doprava
Udine leží na dálnici A23 (E55) z rakouského Villachu, která se jižně od města napojuje na dálnici A4 z Benátek do Terstu. 42 km od Udine je letiště Friuli-Venezia Giulia, které obsluhuje také Terst. Udine je také železniční uzel a má přímé spojení například do Benátek, do Terstu a do Tarvisia. Přímé vlaky EuroStar jezdí do Benátek, Říma, Florencie a Milána, vlaky EuroNight do Salcburku, do Vídně a do Boloni. Městskou dopravu obstarává 12 autobusových linek.

## Pamětihodnosti
- Hrad, obnovený po zemětřesení roku 1517 a renesančně přestavěný r. 1547, hostící umělecké a archeologické muzeum. Na cestě ze zámku na náměstí Liberta je brána Arco Bollani od A. Palladia z roku 1556.
- Loggia del Lionello na náměstí Liberta je gotická radnice z let 1448–1457, obnovená po požáru 1886.
- Loggia di san Giovanni na protější straně náměstí z roku 1533, s kostelem a věží Torre dell´Orologio z roku 1523.
- Gotická katedrála Santa Maria Maggiore z let 1236–1335, barokně přestavěná v 17. století s freskami G. Tiepola.
- Klášterní kostel sv. Františka z roku 1266 slouží jako výstavní místnost.
- Renesanční kostel Panny Marie delle Grazie z roku 1495 s malbami od D. Tintoretta.
- Několik desítek renesančních a barokních paláců.
- Z městského opevnění se zachovaly čtyři brány.

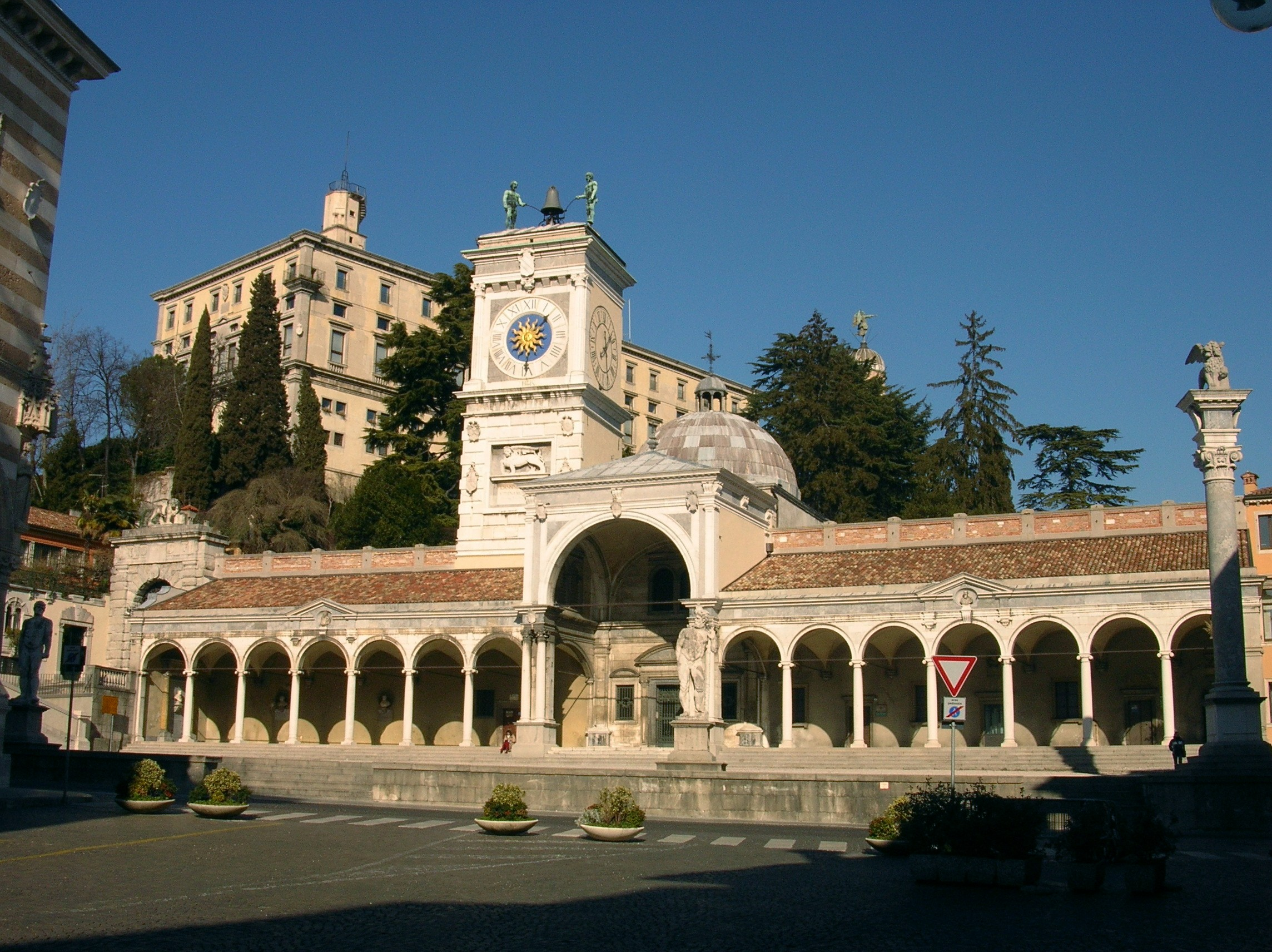
Piazza Libertà a Hrad
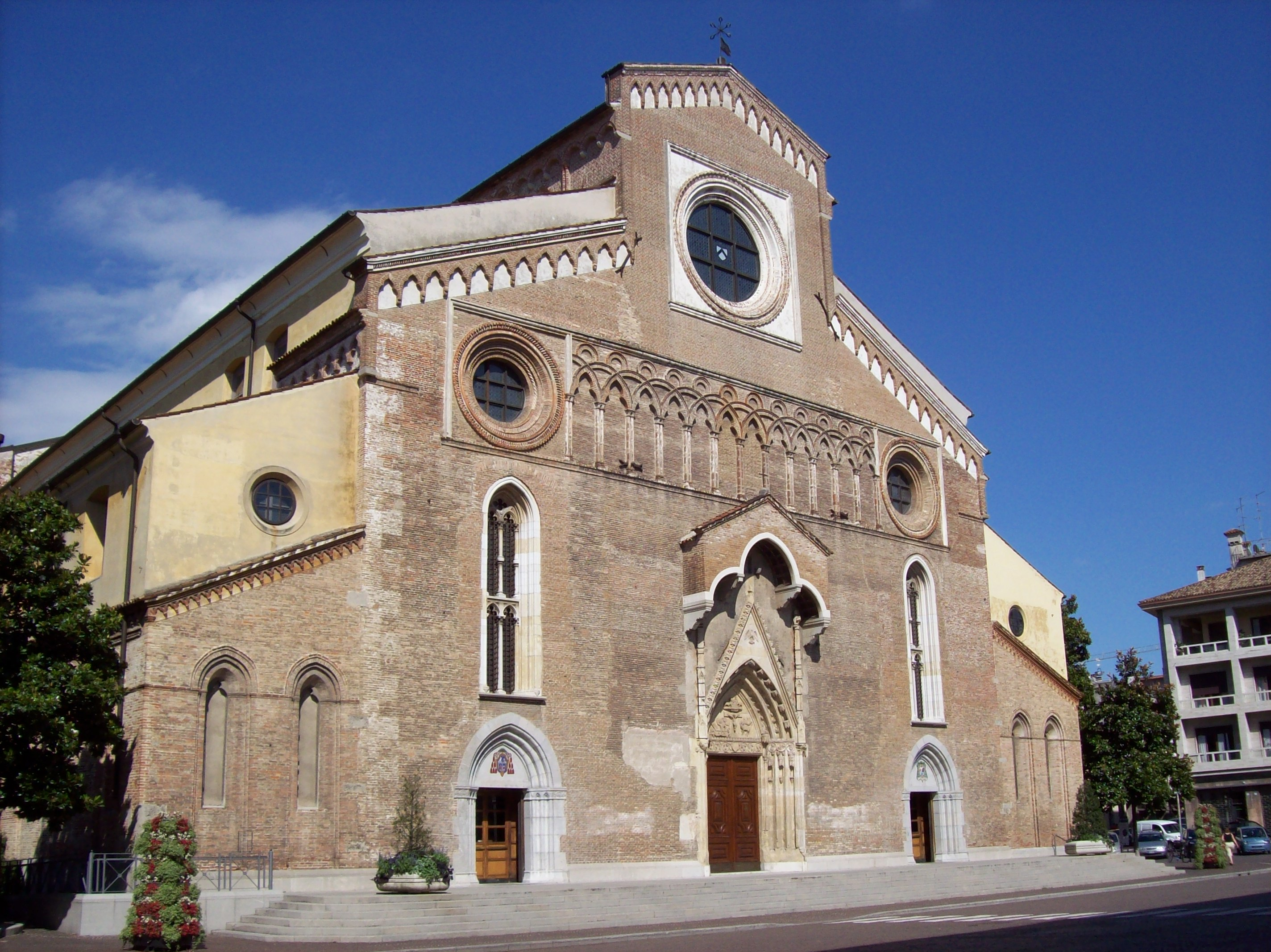
Katedrála, západní průčelí
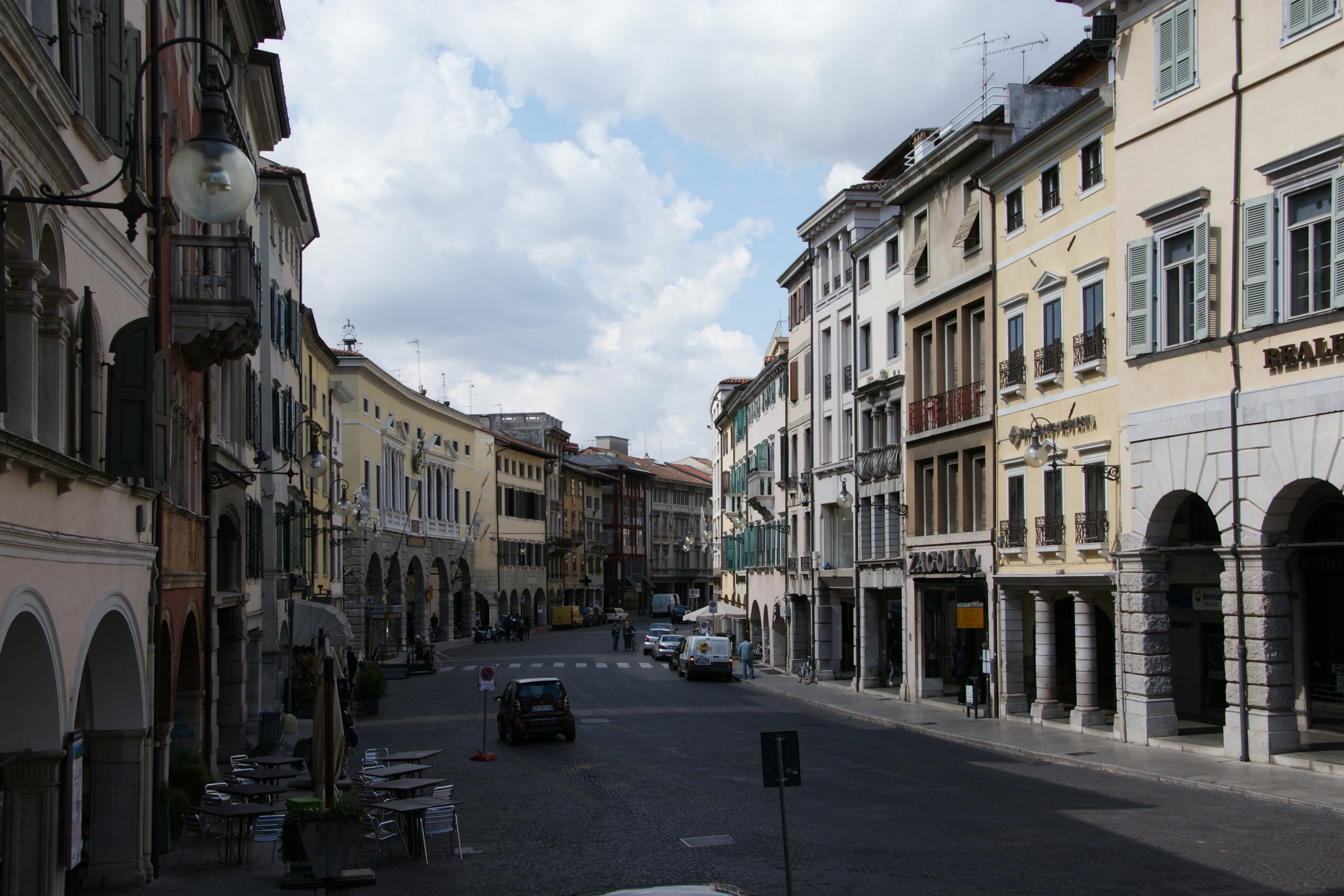
Via Mercato Vecchio
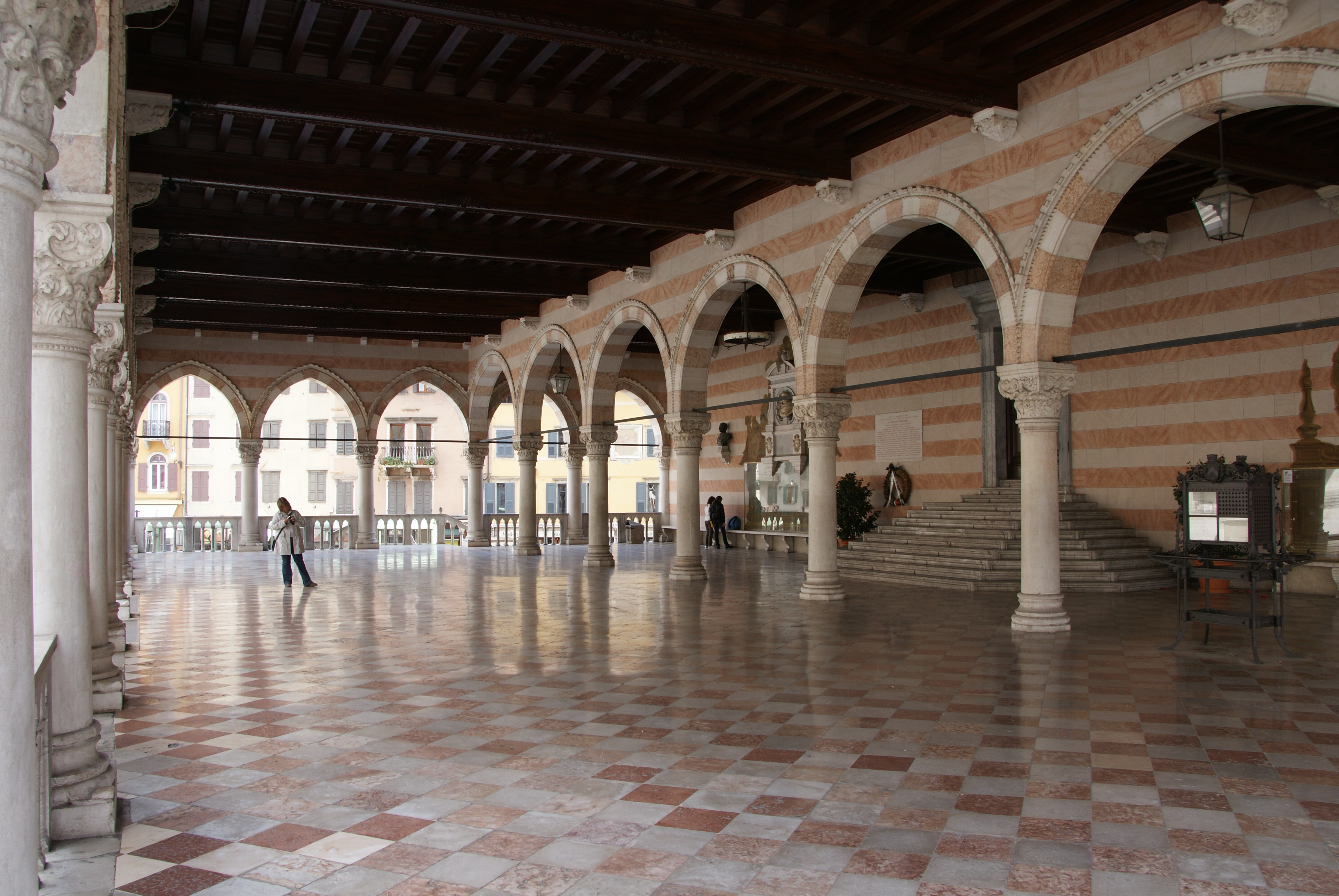
Loggia del Lionello
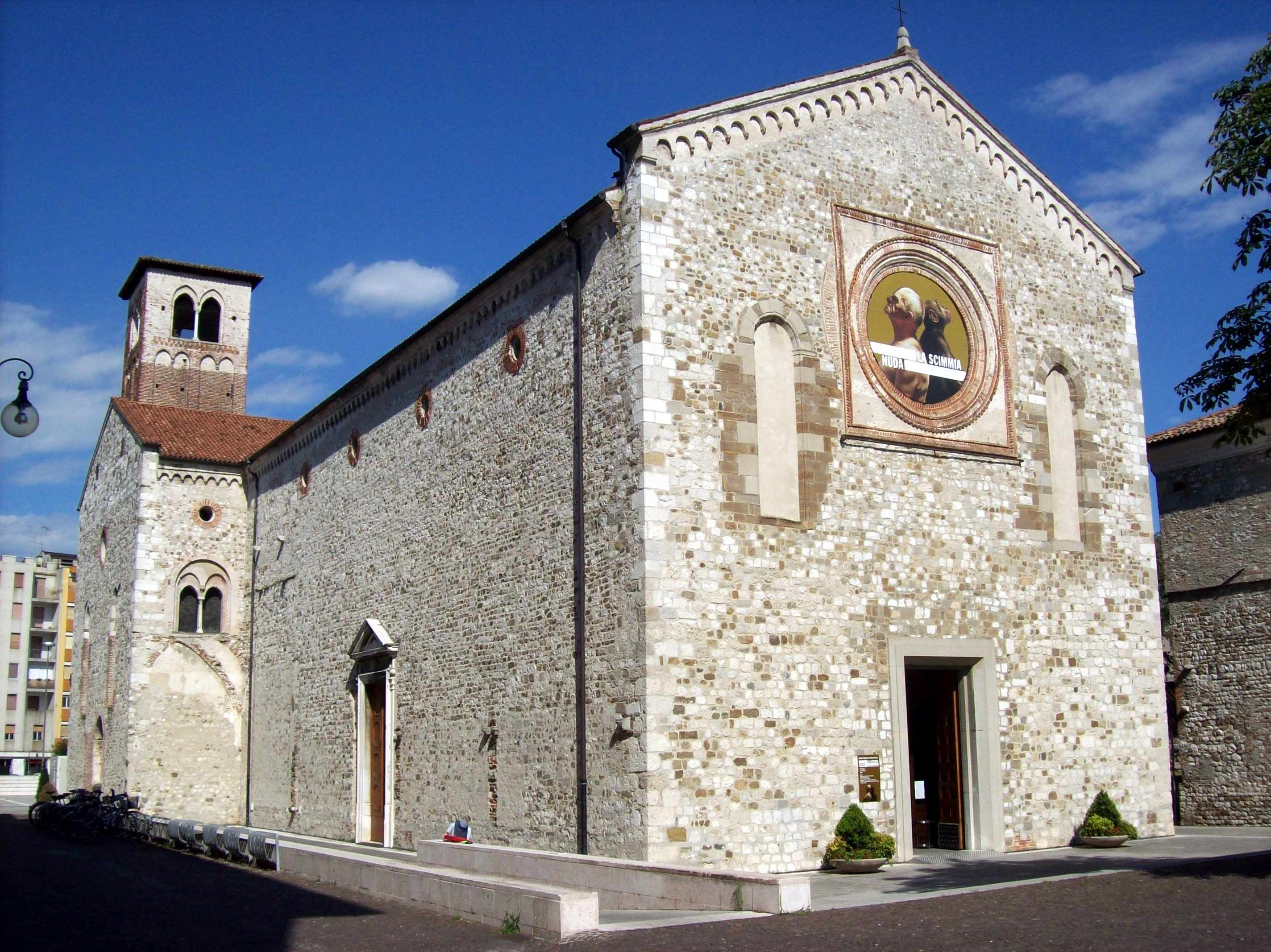
San Francesco
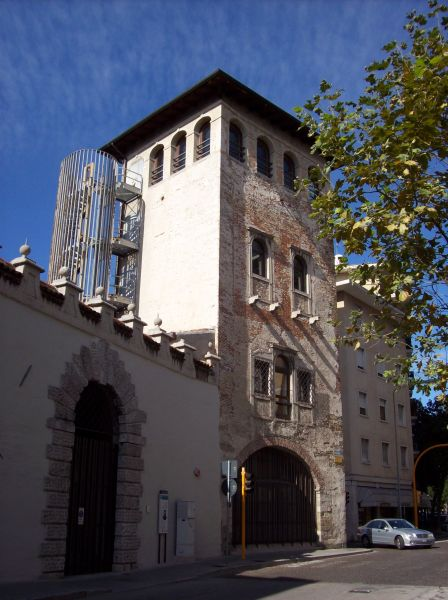
Brána P. Marie
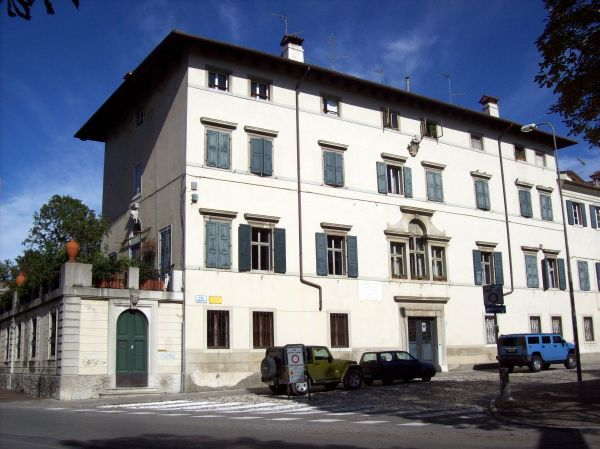
Palazzo Liruti
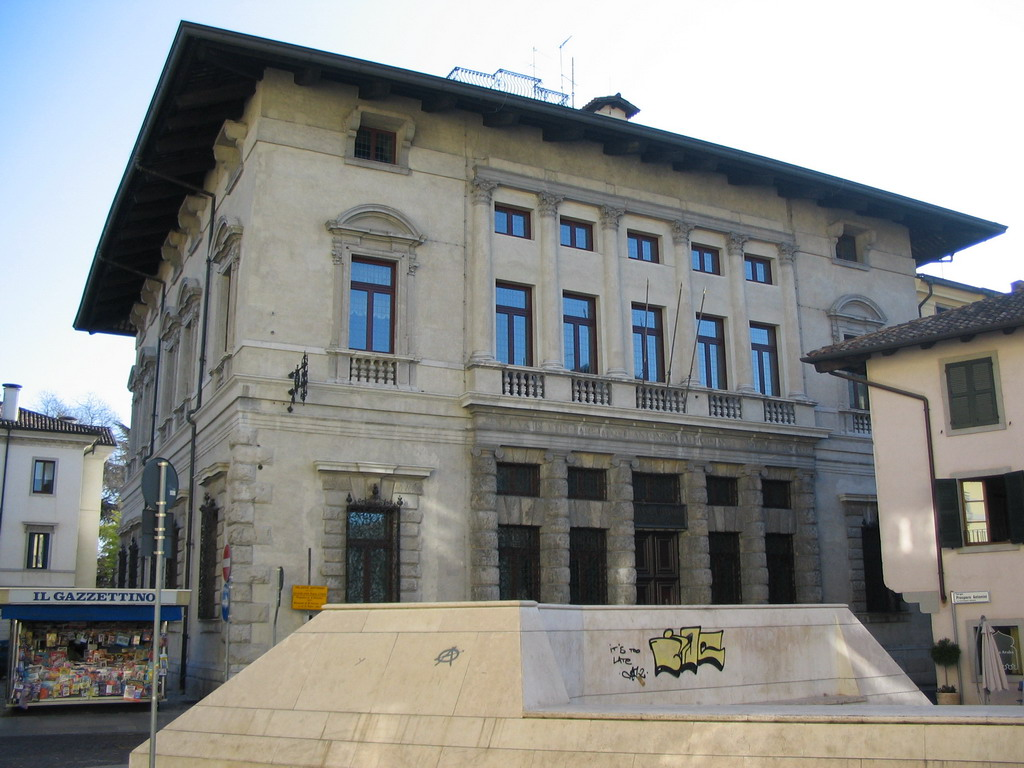
Palazzo Antonini (A. Palladio)

## Sport
- Udinese Calcio – fotbalový klub hrající na Stadio Friuli

## Vývoj počtu obyvatel
Počet obyvatel

## Partnerská města
- Esslingen am Neckar, Německo 1958
- Vienne, Francie 1959
- Neath Port Talbot, Wales 1960
- Norrköping, Švédsko 1964
- Schiedam, Nizozemsko 1970
- Villach, Rakousko 1979
- Maribor, Slovinsko 1985
- Albacete, Španělsko 2002
- Yaoundé, Kamerun 2008

### Spřátelená města
- Windsor (Ontario), Kanada 1975
- Resistencia, Argentina 1978
- Velenje, Slovinsko 1991
- Óbuda, Maďarsko 1992
- Bíkáner, Indie 2000
- Klagenfurt, Rakousko 2001
- Piotrków Trybunalski, Polsko[5][6]